# 伏流

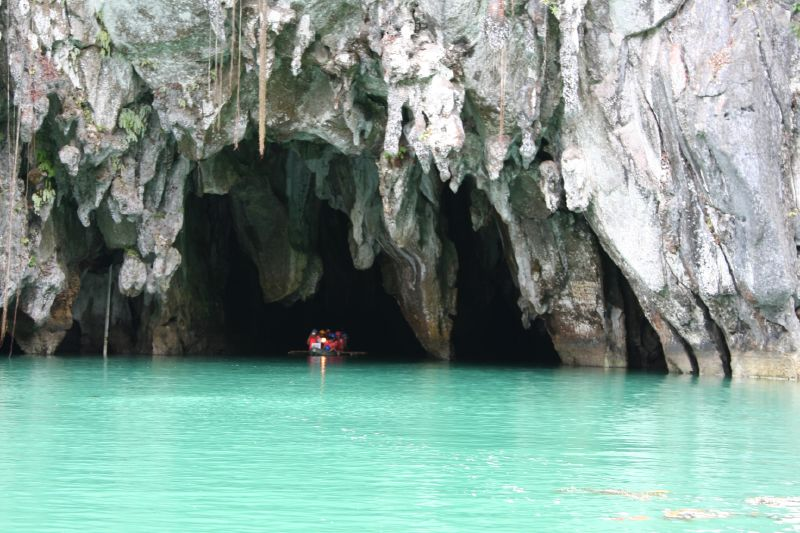
地下河

伏流（英語：Underground stream）亦稱暗河、地下河（英語：Subsurface stream），指地面以下的河流，是喀斯特地形的一種地下水流。
《山海经》記載有关于伏流、潛流和季節河的记载，《中次八经》山条郁水，《中次十一经》“从山”条从水，“鲵山”条鲵水都是指伏流。暗河潛入地下的河段稱為伏流，流經一段距離後，可能又以泉水的形式重新出露地。水利較大的暗河還存在有暗瀑布、暗湖，甚至可以建造水利發電廠。